# Siva žabousta
Siva žabousta (lat. Podargus strigoides) je vrsta ptice iz porodice žabousta. Rasprostranjena je u Australiji, Tasmaniji i južnoj Novoj Gvineji.

## Opis
Ova ptica duga je 35-53 centimetra. Većinom je teška do 680 grama, ali postoje neki zoološki primjerci s tjelesnom masom i do 1,4 kilograma. Tako je Podargus strigoides ptica s najvećom tjelesnom masom u redu širokljunki. Ima žute oči, te širok kljun na kojem se nalazi pernati čuperak.
Noćna je životinja, a danju odmara na granama. Odlično se kamuflira; stojeći mirno i uspravno izgleda kao dio grane. Hrani se uglavnom kukcima

## Vanjske poveznice
|  | Zajednički poslužitelj ima stranicu o temi Podargus strigoides    |
|  | Zajednički poslužitelj ima još gradiva o temi Podargus strigoides |
|  | Wikivrste imaju podatke o taksonu Podargus strigoides             |